# DDR-Sonderliga 1988/89 (Badminton)
Die DDR-Sonderliga im Badminton war in der Saison 1988/89 die höchste Mannschaftsspielklasse der in der DDR Federball genannten Sportart. Es war die 30. Austragung dieser Mannschaftsmeisterschaft.

## Endstand
| Platz | Mannschaft |
| ----- | --- |
| 1.    | Einheit Greifswald (Thomas Mundt, André Wiechmann, Mike Joseph, Edgar Michalowski, Erfried Michalowsky, Thomas Greeck, Jens Thonack, Joachim Schimpke, Petra Michalowsky, Sandra Kraft, Angela Michalowski) |
| 2.    | HSG Lok HfV Dresden (Andreas Benz, Joachim Völker, Michael Huber, Steffen Körbitz, Lutz Jenke, Monika Cassens, Birgit Harder)                                                                               |
| 3.    | EBT Berlin (Kai Abraham, Dirk Hickl, Olaf Bahn, Nils Klöpfel, René Frank, Petra Tobien, Jacqueline Bolduan, Heike Heutzenröder)                                                                             |
| 4.    | Einheit Greifswald II (Edgar Michalowski, Thomas Greeck, Jens Thonack, Axel Mews, Norbert Michalowsky, Joachim Schimpke, Angela Michalowski, Kerstin Bohn, Petra Schubert)                                  |
| 5.    | HSG DHfK Leipzig (Thomas Bölke, Sven Weise, Holger Wippich, Axel Hundorf, Heike Franke, Turid Goetz) |
| 6.    | KWO Berlin (Ronald Glaschke, Detlef Sprenger, Reiner Schütz, Thilo Gottschlag, Silke Kunau, Michaela Junker)                                                                                                |